# Катажина Довбор
Катажина Довбор (пол. Katarzyna Dowbor, дошлюбне прізвище пол. Kokocińska; нар. 7 березня 1959 у Варшаві), уродженка Кокоцінська  — польська журналістка і ведуча Telewizja Polska (1983—2013, також починаючи з 2024) і Polsat (2013—2023).

## Біографія

### Родина і освіта
Довбор є онукою підполковника Війська Польського Броніслава Ковальчевського і донькою Веслава та Кристини Кокоцінських. Її батько був ентомологом, а мати — реставратором пам'яток і творів мистецтва. Народилася у Варшаві, але дитинство та юність провела в Торуні, де її батько очолював Природничий музей університету Миколи Коперника. У неї є брат Томаш, молодший за неї на три роки.
Після закінчення 5 загальноосвітньої школи ім Івана Павла II у Торуні вона почала вивчати польську філологію в університеті Миколи Коперника, але незабаром припинила навчання і переїхала до Варшави, де закінчила педагогічну освіту за спеціальністю сексологія у Варшавському університеті, захистивши свою магістерську роботу під назвою «Фактори, що впливають на проституцію серед неповнолітніх». 
Під час навчання Довбор входила до Незалежної асоціації студентів, вела культурну рубрику в студентській газеті «Gazeta Strajkowa» та працювала на студентському радіо. Під час першого року навчання вона стала співзасновницею гурту «I з Познані і з Торуня», у якому була учасницею хору та з яким виступала на національному туристичному обмін студентських пісень.

### Професійна кар'єра
У 1982 році почала працювати нп третьому каналі Польського радіо. З 1983 року по 1 травня 2013 року та з січня 2024 року працює на Польському телебаченні (пол. TVP). У перші роки роботи на TVP вона створювала рубрики в програмі Pegaz і знімала документальні фільми, героями яких були: Кшиштоф Кольбергер, Міхал Байор, Гражина Шаполовська та Ева Блащик. Незабаром вона дебютувала як ведуча, а також була співведучою Studio Lato, у 1986 році вона стала диктором TVP, а в 1988 році вперше стала співведучою національного фестивалю польської пісні в Ополе. У 1993 році почала працювати у відділі програмування та просування TVP1, а потім стала ведучою TVP і вела програми, серед яких: Алхімія здоров'я та краси, Апетит до здоров'я, Питання до сніданку, Ogrodowa Dowborowa. 1 травня 2013 року припинила співпрацю з TVP.

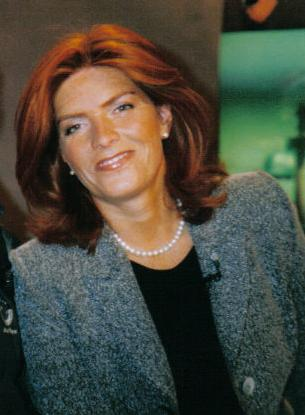
Довбор (2007)

Вона знялася в таких фільмах і серіалах, як «Шлюбна комедія», «На добре і на погане», «Велика перерва», «В лабіринті», «Маємо що маємо», «Екстрадиція» та «Тато». Наприкінці 1990-х вона з'явилася в рекламі м'яса Morlina. Також вона рекламувала засіб для догляду за рослинами Substral.
У 1994—1998 роках була радником міської ради міста Пясечно.
З 1997 року протягом кількох років разом зі Славоміром Свежиньським вона була співведучою щорічного Фестивалю святкової пісні в Мронгово. Також у 1997 році разом з Анджеєм Салацьким організовує щорічні Чемпіонати з верхової їзди Star Riding «Art Cup».
У 2005 році вона почала вести власну програму Dowborowe towarzystwo на Польському радіо RDC. У 2013 році разом зі Славоміром Свежиньським була ведучою фестивалю Disco Hit, організованого Polo TV у Кобильниці. У 2013 році розпочала співпрацю з Telewizja Polsat, вела програму Nasz nowy dom на його головному каналі. 8 травня 2023 року Polsat оголосив про зміну ведучої програми.
У 2018 році разом із письменником Марціном Козьолем написала серію інтерактивних книжок для дітей про коней Стайня під веселкою». Вона з'являється в них як власниця стайні, а також з'являється в супроводжуючих публікацію фільмах, в яких розповідає про коней і показує, як за ними доглядати.
У липні 2023 року вона почала співпрацювати з Canal+ Domo. Того ж місяця розпочалася робота над створенням нової програми Dowborowa od nowa, в якій розповідала про метаморфози свого будинку. Прем'єра програми відбулася в грудні 2023 року. 27 січня 2024 року вона повернулася до ранкового шоу Питання до сніданку на TVP2 як одна з ведучих.

## Особисте життя
Вступала у шлюб три рази. У 1978 році вона вийшла заміж за Пйотра Довбора, від якого має сина Мацея (нар. 1978). У 1980-х роках вона була заручена з Тадеушем Вінковським. У 1982—1989 роках була дружиною Януша Атласа. Потім вийшла заміж за Гжегожа Свенткевича. Від неофіційних стосунків з Єжи Бачинським у неї є донька Марія (1999 р.н.).
Довбор страждає на хворобу Грейвса, через це їй довелося видалити щитоподібну залозу.